# Sintayehu Vissa
Sintayehu Vissa (Bahar Dar, 29 luglio 1996) è una mezzofondista italiana, attuale primatista nazionale dei 1500 metri piani e del miglio indoor.

## Biografia
Nata nel 1996 nella città etiope di Bahar Dar, rimane orfana, viene adottata dai coniugi Giuseppe Vissa e Annetta Bertolini andando a vivere a Pozzecco, in provincia di Udine. Ha due sorelle: Chiara e Arianna.
All'età di dieci anni inizia a praticare l'atletica leggera presso l'Atletica 2000 di Codroipo, per poi passare nel 2016 al Gruppo Sportivo Valsugana e nel 2021 all'Atletica Brugnera Friulintagli.
Nel 2020 si trasferisce negli Stati Uniti d'America per studiare alla Saint Leo University, in Florida. L'anno successivo frequenta l'Università del Mississippi per diventare assistente sociale.
L'8 giugno 2022 ha vinto i campionati NCAA a Eugene nei 1500 metri piani. A luglio partecipa ai campionati mondiali nei 1500 m, venendo eliminata in batteria con il tempo di 4'07"33. Nell'agosto 2022 firma un contratto da professionista negli Stati Uniti e viene allenata dall'ex-mezzofondista Dathan Ritzenhein nel gruppo dell On Athletics Club.
Il 28 gennaio 2023, batte di 19 centesimi di secondo la miglior prestazione italiana nel miglio indoor detenuta da 41 anni da Gabriella Dorio (4'28"90). Poche settimane dopo ai Millrose Games a New York abbassa ulteriormente tale record portandolo a 4'24"54. Il 2 giugno 2023 partecipa a Firenze al Golden Gala Pietro Mennea, concludendo la gara dei 1500 m al nono posto con il personale di 4'01"98, che le garantisce anche il minimo di partecipazione ai successivi campionati del mondo. Proprio ai mondiali di Budapest 2023 migliora nuovamente il suo limite personale (portandolo a 4'01"66), non sufficiente però a passare il turno di qualificazione.
L'8 agosto 2024, alle Olimpiadi di Parigi, pur venendo eliminata nelle semifinali dei 1500 metri piani, Vissa realizza il nuovo record italiano della specialità con il tempo di 3'58"11, superando così il primato precedente di Gabriella Dorio (risalente al 1982). L'8 dicembre dello stesso anno vince la medaglia d'oro nella staffetta mista agli europei di corsa campestre di Antalya.

## Progressione

### 1500 metri piani
| Stagione | Tempo   | Luogo                 | Data      | Rank. Mond. |
| -------- | ------- | --------------------- | --------- | ----------- |
| 2024     | 3'58"11 | Parigi                | 8-8-2024  |             |
| 2023     | 4'01"66 | Budapest              | 19-8-2023 |             |
| 2022     | 4'04"64 | Castellón de la Plana | 16-6-2022 |             |
| 2021     | 4'16"08 | Rovereto              | 27-6-2021 |             |
| 2019     | 4'53"19 | Udine                 | 1-6-2019  |             |
| 2017     | 4'42"11 | Sacile                | 7-7-2017  |             |

## Palmarès
| Anno | Manifestazione   | Sede     | Evento          | Risultato  | Prestazione | Note             |
| ---- | ---------------- | -------- | --------------- | ---------- | ----------- | ---------------- |
| 2022 | Mondiali         | Eugene   | 1500 m piani    | Batteria   | 4'07"33     |                  |
| 2023 | Europei indoor   | Istanbul | 1500 m piani    | 9ª         | 4'10"05     |                  |
| 2023 | Giochi europei   | Chorzów  | A squadre       | Oro        | 426,5 p.    | [ 8 ]            |
| 2023 | Mondiali         | Budapest | 1500 m piani    | Batteria   | 4'01"66     |                  |
| 2024 | Europei          | Roma     | 1500 m piani    | Batteria   | 4'11"22     |                  |
| 2024 | Giochi olimpici  | Parigi   | 1500 m piani    | Semifinale | 3'58"11     | Record nazionale |
| 2024 | Europei di cross | Antalya  | Staffetta mista | Oro        | 18'02"      |                  |
| 2025 | Mondiali indoor  | Nanchino | 1500 m piani    | Batteria   | 4'14"25     |                  |

## Campionati nazionali
- 1 volta campionessa italiana assoluta dei 1500 metri piani (2023)

2015
- 5ª ai campionati italiani juniores, 400 m hs - 1'01"49
- Argento ai campionati italiani juniores indoor, 400 m piani - 58"09

2016
- Argento ai campionati italiani promesse, 800 m piani - 2'16"13
- 7ª ai campionati italiani promesse, 400 m hs - 1'03"48

2017
- Argento ai campionati italiani assoluti indoor, 800 m piani - 2'10"46
- 4ª ai campionati italiani promesse, 800 m piani - 2'11"65

2022
- Argento ai campionati italiani assoluti (Rieti), 1500 m piani - 4"14"78

2023
- Argento ai campionati italiani assoluti indoor (Ancona), 1500 m piani - 4"08"20
- Oro ai Campionati italiani assoluti (Molfetta), 1500 m piani - 4'06"85

2024
- Argento ai campionati italiani assoluti (La Spezia), 1500 m piani - 4'05"29

## Altre competizioni internazionali
2023
- Campionati europei a squadre di atletica leggera ( Chorzów)
- 4ª ai Campionati europei a squadre di atletica leggera ( Chorzów), 1500 m piani - 4'12"62
- 9ª al Golden Gala ( Firenze), 1500 m piani - 4'01"98
- 4ª al Dr. Sander Invitational ( New York), miglio indoor - 4'28"71
- 6ª ai Millrose Games ( New York), miglio indoor - 4'24"54
- Argento al Meeting Città di Padova ( Padova), 1500 m piani - 4'04"10

2024
- 6ª al Golden Gala ( Roma), 1500 m piani - 3'58"12
- 10ª al Bauhaus-Galan ( Stoccolma), 1500 m piani - 4'03"36

2025
- 15ª al Golden Gala ( Roma), 1500 m piani - 4'08"49